# Таппер-Лейк (містечко, Нью-Йорк)
Таппер-Лейк (англ. Tupper Lake) — місто (англ. town) в США, в окрузі Франклін штату Нью-Йорк. Населення — 5147 осіб (2020).

## Демографія
Згідно з переписом 2010 року, у місті мешкала 5971 особа в 2401 домогосподарстві у складі 1443 родин. Було 3204 помешкання
Расовий склад населення:
| - 95,8 % — білих - 2,5 % — чорних або афроамериканців - 0,5 % — корінних американців - 0,3 % — азіатів |

До двох чи більше рас належало 0,6 %. Частка іспаномовних становила 1,3 % від усіх жителів.
За віковим діапазоном населення розподілялося таким чином: 19,7 % — особи молодші 18 років, 65,1 % — особи у віці 18—64 років, 15,2 % — особи у віці 65 років та старші. Медіана віку мешканця становила 42,4 року. На 100 осіб жіночої статі у місті припадало 111,2 чоловіків;  на 100 жінок у віці від 18 років та старших — 112,5 чоловіків також старших 18 років.
Середній дохід на одне домашнє господарство  становив 65 111 долар США (медіана — 54 618), а середній дохід на одну сім'ю — 74 390 доларів (медіана — 66 693). Медіана доходів становила 44 455 доларів для чоловіків та 44 265 доларів для жінок. За межею бідності перебувало 11,0 % осіб, у тому числі 10,5 % дітей у віці до 18 років та 7,8 % осіб у віці 65 років та старших.
Цивільне працевлаштоване населення становило 2636 осіб. Основні галузі зайнятості: освіта, охорона здоров'я та соціальна допомога — 35,8 %, публічна адміністрація — 19,5 %, мистецтво, розваги та відпочинок — 7,7 %, будівництво — 6,5 %.